# Marí Bin Amude Alkatiri

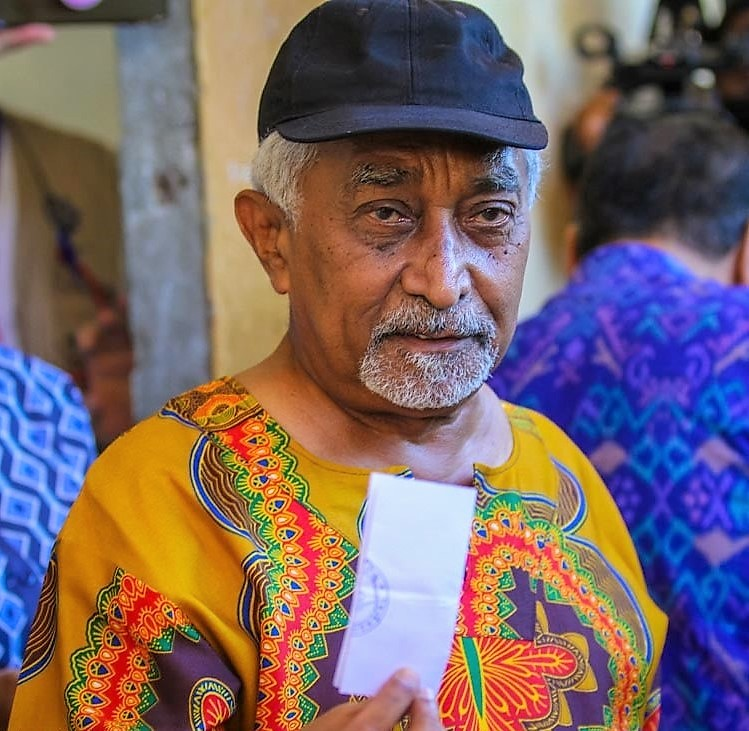
Marí Alkatiri (2022)

Marí Bin Amude Alkatiri (* 26. November 1949 in Dili, Portugiesisch-Timor) war nach der endgültigen Erlangung der Unabhängigkeit Osttimors von 2002 bis 2006 der erste Premierminister und übernahm von 2017 bis 2018 erneut das Amt des Regierungschefs.

## Privates
Die Familie der Alkatiri sind die Nachkommen von arabischen Einwanderern aus dem Hadramaut, die im 19. Jahrhundert nach Timor kamen. Verheiratet ist Marí Alkatiri mit der katholischen Timoresin Marina Ribeiro Alkatiri. Sie war zwischen 2009 und 2014 Botschafterin für Osttimor in Mosambik. Die gemeinsame Tochter Nurima Ribeiro Alkatiri (* 1982) zog 2017 als Abgeordnete in das Nationalparlament Osttimors ein. Nurima hat noch zwei jüngere Brüder, Lukeno und Solok.
Alkatiri ist wie seine Vorfahren muslimischen Glaubens.

## Werdegang

### Frühe Jahre
Marí wuchs in ärmlichen Verhältnissen in Dilis Stadtteil Kampung Alor auf und ging hier auch zur Schule. Als Kind half er seinem Vater auf den Reisfeldern der Familie in Fatuhada. Noch vor der offiziellen Schule besuchte Alkatiri eine Madrasa in der lokalen Moschee. Die Lehrer stammten ebenfalls zumeist aus dem Hadramaut. Das Geld der Familie reichte, um Marí Alkatiri ab seinem 10. Lebensjahr auch zur regulären, portugiesischen Schule zu schicken. Er lernte Portugiesisch und Tetum.
Bereits in jungen Jahren stritt er für die Unabhängigkeit der Kolonie Portugiesisch-Timor. Im Januar 1970 gründete er gemeinsam mit anderen Bürgern die Movimento para a Liberação de Timor-Leste (Bewegung für die Befreiung Osttimors). Alkatiri ist das einzige noch lebende Mitglied dieser Befreiungsbewegung. Im gleichen Jahr ging er nach Angola, um ein Studium zum Landvermesser an der Angolanischen Schule für Geographie zu absolvieren. Zurück in Portugiesisch-Timor arbeitete Alkatiri als Verwaltungsbeamter im Bauamt. Daneben schloss er sich einer „antiklonialen Diskussionsgruppe“ an. Unter anderem veröffentlichte er Artikel im Magazin Seara.

### Der Weg zur ersten Unabhängigkeit
Nachdem die Nelkenrevolution im April 1974 die Militärdiktatur in Portugal beendet hatte, wurden in Osttimor Parteien und politische Organisationen zugelassen. Am 20. Mai 1974 wurde die sozialdemokratische Partei Assoçiação Social Democrata Timorense (ASDT) gegründet und Gründungsmitglied Alkatiri zu deren Sekretär für politische Angelegenheiten, später zum Generalsekretär ernannt. Im September des Jahres nannte sich die ASDT in FRETILIN um, mit dem Ziel die Unabhängigkeit der Kolonie Osttimor zu erreichen. Alkatiri wurde Mitglied des Zentralkomitees und war zuständig für Internationale Angelegenheiten. Zwar entließ Portugal seine Kolonien in die Unabhängigkeit, doch Indonesien versuchte sich das kleine Osttimor einzuverleiben, aber es gab auch Gruppierungen wie die UDT, die weiter zu Portugal gehören wollten. Die FRETILIN gewann bei ersten freien Wahlen im Distrikt Lautém im 13. März 1975 mit 55 %. im August kam es zum Bürgerkrieg mit der UDT, was zur Gründung der FALINTIL, der Nationalen Befreiungsarmee Osttimors, am 20. August führte. Alkatiri organisierte den Aufbau der Armee mit. Zudem wurde Alkatiri damit beauftragt im Ausland für die Sache Osttimors zu werben. Er reiste im November nach Afrika um Hilfe gegen den Einmarsch Indonesiens zu erhalten. Als er zurückkehrte, wurde Alkatiri zum Vorsitzenden der Verfassungskommission ernannt, die die neue Verfassung ausarbeiten sollte. Am 28. November 1975 erklärte die FRETILIN die Unabhängigkeit Osttimors und Alkatiri wurde zum Staatsminister für Politische Angelegenheiten ernannt.

### Exil
Am 4. Dezember 1975 reiste Alkatiri mit einer Delegation aus Osttimor ab, um weitere internationale Unterstützung für sein Land zu bekommen. Doch drei Tage nach seiner Abreise überfiel Indonesien das militärisch unterlegene Osttimor. In den ersten Monaten der Besatzung starben Tausende Menschen. Alkatiri konnte nicht nach Osttimor zurück und widmete sich fortan als Exil-Chef der FRETILIN der Aufgabe, die unrechtmäßige Besatzung seines Landes zu beenden. Noch im selben Monat erreichte er eine Verurteilung Indonesiens vor dem UN-Sicherheitsrat. Er ließ sich in Mosambik nieder und versuchte jahrelang mit Hilfe der UNO, Osttimor von der indonesischen Besatzung zu befreien. In Maputo studierte er Jura an der Eduardo-Mondlane-Universität. 1977 übernahm Alkatiri das Amt des Außenministers der Exilregierung von José Ramos-Horta, der nun Sprecher der Exilregierung wurde.
Alkatiri lehrte fortan an seiner ehemaligen Universität in Maputo Internationales Privatrecht und Verfassungsrecht. Von 1992 bis 1998 arbeitete er zudem als Rechtsanwalt für eine private Kanzlei. 1995 bis 1998 beriet er das Parlament von Mosambik in Verfassungsfragen.
Daneben hielt Alkatiri für den timoresischen Widerstand inoffizielle Kontakte zur Volksrepublik China. Diese liefen über Hongkong und seine Auslandsvertretungen. 1997 war Alkatiri sogar als Gast der chinesischen Regierung bei der Zeremonie zur Übergabe Hongkongs an China anwesend. Finanzielle Hilfen für seine politische Arbeit wurden über chinesische Geschäftsleute weitergeleitet.
Im April 1998 wurde der Conselho Nacional de Resistência Timorense (CNRT) als Dachorganisation des osttimoresischen Widerstands in Portugal gegründet. Alkatiri wurde zum Mitglied der Nationalen Politkommission des CNRT gewählt.

### Rückkehr nach Osttimor
1998 trat der langjährige indonesische Diktator Suharto zurück und ein politischer Wandel setze in dem Land ein. Indonesien ließ im August 1999 nach internationalem Druck ein Referendum über die Unabhängigkeit in Osttimor zu. Der erfolgreiche Ausgang führte zu Übergriffen von pro-indonesischen Milizen, in dessen Verlauf fast die komplette Infrastruktur Osttimors zerstört wurde. Erst durch Eingreifen einer UNO-Friedenstruppe im September wurde den Verwüstungen ein Ende gesetzt. Alkatiri kehrte am 13. Oktober 1999 nach Osttimor zurück und übernahm in den nächsten Jahren verschiedene Aufgaben auf dem Weg zur Unabhängigkeit und des Wiederaufbaus von Osttimor. Unter anderem handelte er einen Vertrag mit Australien über die Ausbeutung der Ölvorkommen in der Timorsee aus. In der ersten Übergangsregierung war er Minister für Wirtschaft, in der zweiten Chefminister und Minister für Wirtschaft und Entwicklung.

### Politisches Leben im unabhängigen Osttimor

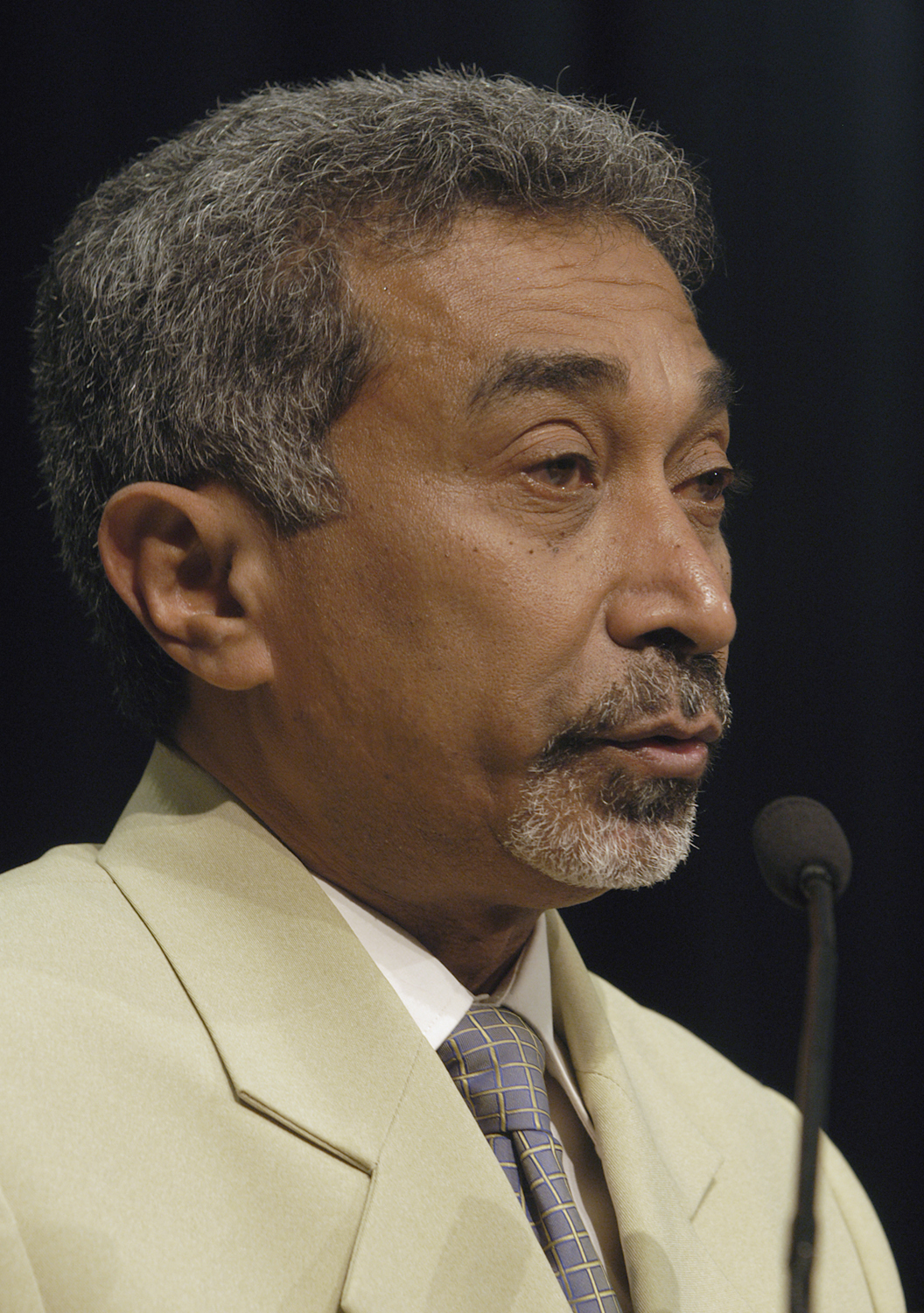
Marí Bin Amude Alkatiri (2002)

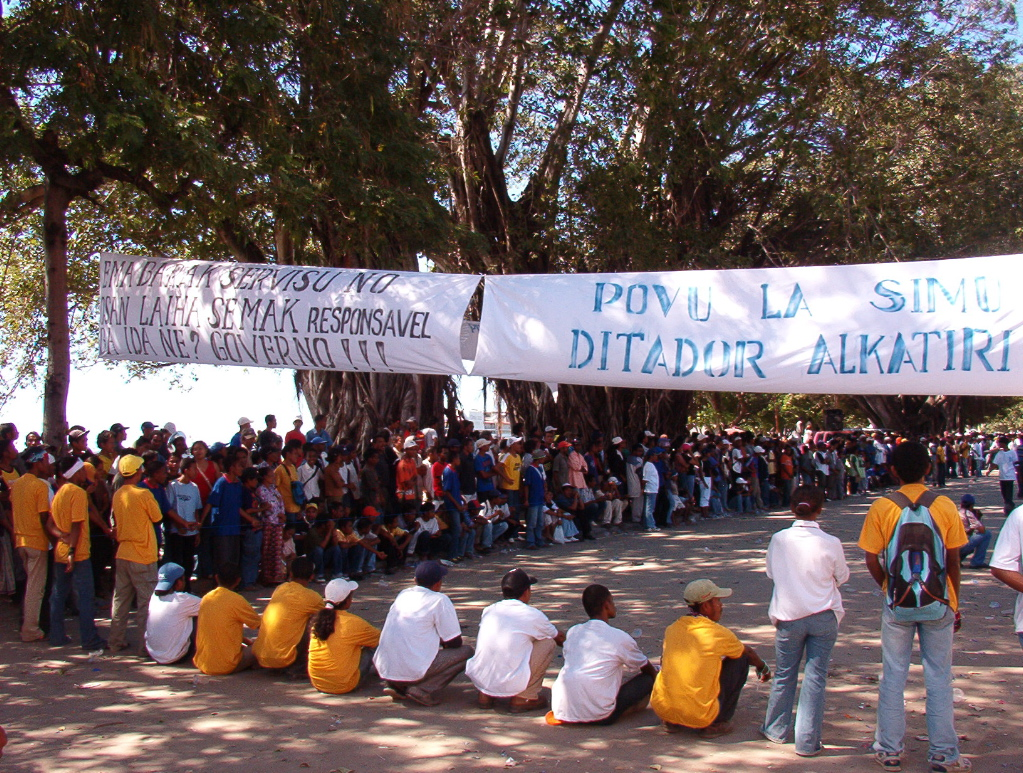
Anti-Alkatiri-Demonstration in Dili 2005

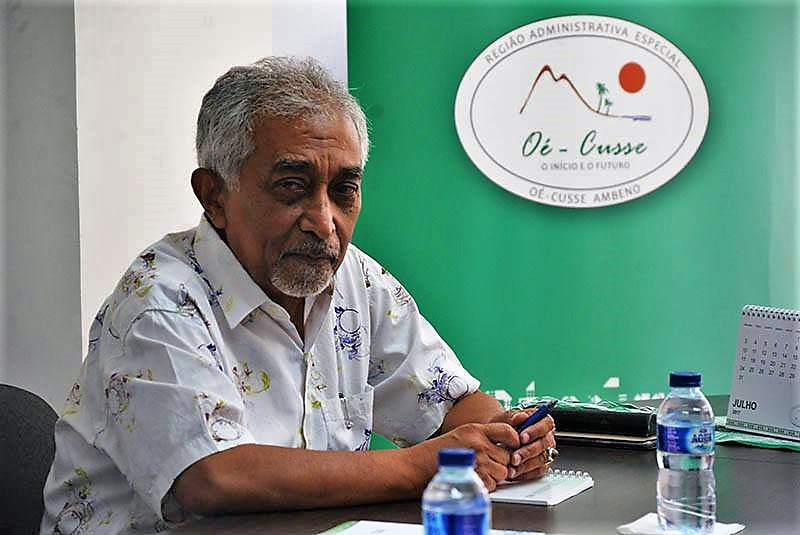
Alkatiri als Präsident der ARAEO und der ZEESM (2017)

Am 20. Mai 2002, am Tag der erneuten Unabhängigkeit Osttimors, wurde Alkatiri von der FRETILIN, die im August 2001 die absolute Mehrheit im Parlament erlangt hatte, zum Premierminister und Minister für Entwicklung und Umwelt (ab 2005 Minister für Natürliche Ressourcen, Mineralien und Energiepolitik) ernannt. Außenpolitisch strebte er eine Annäherung (Militärisch, wie wirtschaftlich) an die Volksrepublik China und die linksorientierten Staaten Südamerikas an, wodurch er in Konflikt mit Präsident Xanana Gusmão geriet.
Alkatiri hatte mit Popularitätsproblemen zu kämpfen. Zum einen galt er bei vielen als kalter Technokrat, andere warfen ihm vor, dass er 24 Jahre im Exil in Mosambik verbrachte und nicht in Osttimor gegen die indonesischen Besatzer kämpfte. Bei Unruhen 2002 wurde das Wohnhaus von Alkatiri niedergebrannt. Alkatiri wurde auch für das Ausbrechen der schwersten Unruhen seit der Unabhängigkeit verantwortlich gemacht. Er hatte im April 2006 Soldaten entlassen, die gegen ungerechte Behandlungen in der Armee protestierten, was zu schwere Ausschreitungen in Dili führte. Rufe nach seinem Rücktritt wurden laut, doch blieb es zunächst einmal bei einer Regierungsumbildung, bei der zwei seiner wichtigsten Minister gehen mussten. Zusätzlich brach ein Machtkampf zwischen Alkatiri und Präsident Gusmão aus, wobei sich Alkatiri auf die Polizei und Gusmão auf die Unterstützung des größten Teils der Armee stützen konnte. Forderungen Gusmãos, dass Alkatiri zurücktritt, wurden zunächst von der Regierungspartei zurückgewiesen, wogegen der beliebte Außenminister José Ramos-Horta und der Verkehrsminister protestierten und sich am 25. Juni von ihren politischen Ämtern zurückzogen. Schließlich erklärte Alkatiri am 26. Juni 2006, dass er die Verantwortung für die politische Krise übernehmen wolle und trat zurück. Ramos-Horta wurde am 8. Juli zu dessen Nachfolger ernannt.
Am 17. Oktober veröffentlichen die UN einen Bericht zu den Unruhen, in dem ein Ermittlungsverfahren gegen Ex-Premierminister Alkatiri empfohlen wird. Alkatiri habe es nicht geschafft zu verhindern, dass Waffen an Zivilisten verteilt wurden, obwohl er davon gewusst haben soll. Ermittlungen gegen ihn wurden aber Anfang Februar 2007 eingestellt, was zu erneuten Protesten führte. Alkatiri beschuldigte mehrfach Australien und dessen Medien, für seinen erzwungenen Rücktritt verantwortlich zu sein.
Alkatiri ist weiterhin der Generalsekretär der FRETILIN. 2007 und 2012 kandidierte er außerdem für das Nationalparlament. Trotz seines Einzugs über die Parteiliste, trat er den Abgeordnetensitz nach den Wahlen nicht an.
2014 wurde Alkatiri zum Präsidenten der Regionalbehörde von Oe-Cusse Ambeno (Autoridade da Região Administrativa Especial de Oe-Cusse Ambeno ARAEO) ernannt und mit dem Aufbau der Sonderzone für soziale Marktwirtschaft (ZEESM) in der osttimoresischen Exklave betraut. Dafür übertrug ihm die Regierung 2015 weitreichende Befugnisse. Als im Februar 2015 zwei FRETILIN-Abgeordnete Regierungsmitglieder wurden und daher ihren Sitz abgeben mussten, nutzte Alkatiri sein Anrecht nach der Wahl von 2012 und trat seinen Abgeordnetenposten an.
Bei den Parlamentswahlen in Osttimor 2017 kandidierte Alkatiri für die FRETILIN auf Platz 1 und zog damit erfolgreich in das Nationalparlament ein. Am 15. September wurde Alkatiri als Premierminister einer Minderheitsregierung vereidigt. Die VII. konstitutionelle Regierung Osttimors bestand aus einer Koalition von FRETILIN und Partido Democrático (PD), die aber nur eine Minderheit im Nationalparlament hatte. Am 15. September wurde Alkatiri erneut zum Premierminister Osttimors vereidigt, womit er wieder auf seinen Abgeordnetensitz verzichten musste. Zudem war er Minister für Entwicklung und institutionelle Reformen und leitete bis zur Ernennung der neuen Justizministerin Ângela Carrascalão am 17. Oktober auch dieses Ressort. Arsénio Bano löste Alkatiri als Präsident der Regionalbehörde von Oe-Cusse Ambeno ab.
Da die Minderheitsregierung sich im Parlament nicht durchsetzen konnte, löste es Präsident Francisco Guterres auf und rief zu Neuwahlen auf. Alkatiri gelang bei der Neuwahl am 12. Mai 2018 wieder auf Platz 1 der FRETILIN-Liste der erneute Einzug ins Parlament, wo die FRETILIN nun die stärkste Oppositionspartei ist. Er verzichtete aber auf seinen Parlamentssitz. Am 22. Juni 2018 wurde Taur Matan Ruak als neuer Premierminister vereidigt.
Nach seiner Abwahl als Regierungschef wurde Alkatiri wieder Chef der ARAEO und der ZEESM. Seine Amtszeit war durch das Gesetz 3/2014 bis 2019 festgelegt. Nachdem die Regierung unter Premierminister Taur Matan Ruak signalisierte, dass sie Alkatiris Amtszeit nicht verlängern würden, verzichtete er darauf.
Beim Parteikongress im September 2022 forderte eine Gruppe Alkatiri und Guterres als Parteiführer heraus. José Agostinho Sequeira Somotxo trat für das Amt des Parteipräsidenten an und Rui Maria de Araújo wollte neuer Generalsekretär werden. Doch Alkatiri und Guterres lehnten eine Direktwahl durch die Parteimitglieder als zu kostspielig ab und ließen den Kongress abstimmen, nachdem die Prüfungskommission die alternative Liste von Araújo und Somotxo disqualifiziert hatte. Beiden wurde eine zu große Nähe zu Xanana Gusmão vorgeworfen. Die Herausforderer scheiterten und mussten ihre Plätze im Zentralkomitee der Fretilin räumen.
Bei den Parlamentswahlen 2023 erhielt die FRETILIN erhielt mit nur 25,75 % der Stimmen das bisher schlechteste Ergebnis in ihrer Geschichte. Die parteiinterne Opposition forderte daraufhin nach dieser „demütigenden“ Niederlage erneut den Rücktritt von Alkatiri und Guterres. Alkatiri gewann als Listenführer erneut einen Sitz im Nationalparlament. Gleich in der ersten Sitzung verzichtete Alkatiri wieder auf seinen Sitz im Parlament.